# Страшенно голосно і неймовірно близько
Страшенно голосно і неймовірно близько (англ. Extremely Loud and Incredibly Close) — роман Джонатана Фоера 2005 року. Розповідь ведеться від імені хлопчика Оскара, який мешкає в Нью-Йорку. Він знаходить ключ, що належав його батьку, який загинув під час катастрофи 11 вересня 2001 року, та вирішує будь-що знайти замо́к, до якого підійде цей ключ, влаштувавши свого роду квест.
2011 року вийшла однойменна екранізація твору — «Страшенно голосно і неймовірно близько».

## Підґрунтя
В одному з інтерв'ю Джонатан Сафран Фоер каже нам таке:
|  | В кінці мого першого роману — «Все ясно», де поміщена фотографія та маленька біографія, сказано, що я зараз працюю над романом, події якого відбуваються в музеї.<...> Але згодом, крок за кроком, у мене з'явилися певні думки і переживання, які безсумнівно скерували мене деінде — до «Страшенно голосно і неймовірно близько». |

## Сюжет
Оскар Шелл — дев'ятилітній хлопець, чий батько загинув у терористичному акті на Всесвітній торговий центр 11 вересня 2001 року. Одного дня, він знаходить таємничий ключ у конверті, на якому написано «Блек», і вирішує навідатися до всіх людей з таким прізвищем в Нью-Йорку, сподіваючись довідатися більше про свого батька та цей ключ. Під час своїх пошуків, він потоваришував з містером Блеком, що живе поверхом вище, та зустрів «Квартиранта», який віднедавна поселився у його бабусі.

## Оскар Шелл та інші літературні персонажі
Тамара Денисова, українська дослідниця, стверджує, що Оскар Шелл є сучасним уособленням Тома Соєра, адже він є таким самим енергійним, кмітливим, схильним до дії хлопцем, як і його попередник. З його візитки ми дізнаємося про численні захоплення хлопця: він і винахідник, і астроном, і франкофіл, і перкусіоніст, і дизайнер, і колекціонер…
Проте, він стає свідком світової трагедії(Терористичний акт 11 вересня 2001 року), яка спричиняє психічну травму:
|  | Навіть рік по тому мені було до болю тяжко робити деякі речі, наприклад, приймати душ (не знаю чому), і, звісно, їздити у ліфті. Багато речей наводили на мене просто жахливу паніку, як от підвісні мости, мікроби, літаки, салюти, араби в метро (хоч я й не расист), араби в ресторанах, кав’ярнях та інших громадських місцях, риштування, стічні труби та каналізаційні ґрати, залишені кимось сумки, черевики,люди з вусами, дим, вузли, високі будівлі та тюрбани. |

Можна провести деякі паралелі між Оскаром Шеллом, який під час своїх пошуків грає на тамбурині «Політ джмеля»ⓘ М. А. Римського-Корсакова, та Оскаром Мансератом з «Бляшаного барабана» Ґюнтера Ґрасса, який у свій барабан відбиває ритми німецької історії. Обох хлопців об'єднує те, що вони стали свідками світових катастроф.
Літературні критики часто проводять паралелі між Оскаром Шеллі та головним героєм Селлінджерового «Ловця у житі» Голденом Колфілдом. Хоч зовні прості, обоє Голден Колфілд та Оскар Шеллі мають глибокий підтекст та екзистенційне значення.

## Переклади українською
- Сафран Фоер, Джонатан (2015). Страшенно голосно і неймовірно близько. Переклад з англійської: Оксана Постранська. Харків: «КСД». 384 стор. ISBN 978-966-14-9258-4.